# Alfonso Bauer Paiz
Alfonso Bauer Paiz (* 29. April 1918 in Guatemala-Stadt; † 10. Juli 2011 ebenda) war ein guatemaltekischer Rechtsanwalt und Politiker.

## Leben
Alfonso Bauer Paiz war der Sohn von Abigail Paiz und Carlos Bauer Avilés (1890–1942), einem Journalisten aus El Salvador mit deutschen Wurzeln. Er studierte Rechtswissenschaft, legte 1942 an der Universidad de San Carlos de Guatemala seine Arbeit Hacia una Ética valorativa vor und wurde 1944 als Rechtsanwalt zugelassen. Im Kabinett von Juan José Arévalo war er Wirtschafts- und Arbeitsminister.
Die Regierung von Jacobo Árbenz Guzmán erließ am 17. Juni 1952 das Dekreto 900/1952, mit dem sie eine Landreform verfügte und die Banco Nacional Agrario (heute Banrural) gründete. Für die verteilende Landreform sollten auch Grundstücke der United Fruit enteignet werden und die bisherigen Eigentümer entsprechend dem versteuerten Wert durch die Banco Nacional Agrario entschädigt werden. Alfonso Bauer Paiz leitete die Banco Nacional Agrario. Das Kabinett Eisenhower führte mit der Operation PBSUCCESS seine Vorstellung von Investitionsschutz vor.
Bauer Paiz ging 1954 ins Exil nach Mexiko. 1957 kehrte er undokumentiert nach Guatemala zurück, erwirkte beim Corte Suprema de Justicia de Guatemala eine Einstweilige Verfügung gegen seinen Haftbefehl, übte seinen Beruf als Rechtsanwalt und Dozent der Rechtswissenschaft an der Universidad de San Carlos de Guatemala aus. Am 30. November 1970 verletzte ihn ein Unbekannter lebensgefährlich mit fünf Projektilen einer Feuerwaffe, worauf er fünf Monate im Krankenhaus der Sozialversicherung war. Im Mai 1971 ging er während der Regierung von Salvador Allende nach Santiago de Chile. Nach dem Putsch in Chile 1973 ging er ins Exil nach Havanna, nach dem 19. Juli 1979 nach Managua, wo er Ratgeber der jeweiligen Regierungen war.
2003 erschien der Dokumentarfilm Testamento von Uli Stelzner und Thomas Walther, der in guatemaltekischen Kinos großen Erfolg hatte.

## Schriften (Auswahl)
- Destellos y sombras en la historia patria. Editorial Escolar „Piedra Santa“, Guatemala 1966.
- Escritos de un militante de la revolución del 20 de Octubre de 1944.  Editorial Universitaria, Universidad de San Carlos de Guatemala, Guatemala 1994.

Autobiografie:
- Memorias de Alfonso Bauer Paiz. Historia no oficial de Guatemala. Rusticatio Ediciones, Guatemala 1996.